# Yuzo Wada
Yuzo Wada (和田 雄三 Wada Yuzo?), född 2 maj 1980 i Shizuoka prefektur, är en japansk före detta fotbollsspelare.
Wada började sin karriär 1998 i Shimizu S-Pulse. 2000 flyttade han till Oita Trinita. Efter Oita Trinita spelade han för Ventforet Kofu. Han avslutade karriären 2003.